# Veloce come il desiderio
Veloce come il desiderio (2001) è un romanzo di Laura Esquivel. La narrazione è affidata alla terzogenita della coppia dei protagonisti Lucha e Jubilo. 

## Trama
Lucha, bellissima e ricca discendente di nobili conquistadores, si innamora di Jubilo, povero telegrafista di origine maya. L'amore ed il sesso riescono a colmare il divario di ceto ed i due si sposano.
Lucha è però una preda ambita del crudele Don Pedro che farà finire sul lastrico Jubilo tanto da ridurlo all'alcolismo.    

## Edizioni
- Laura Esquivel, Veloce come il desiderio, Feltrinelli, 2001,  pp. 194, ISBN 9788811664826.